# Governatori dei Paesi Bassi spagnoli

Bandiera dei Paesi Bassi spagnoli.

Benché già esistente, la carica di governatore dei Paesi Bassi spagnoli, corrispondenti più o meno agli attuali Belgio e Paesi Bassi (anche se dopo il 1587 le Sette Province Unite del Nord si autoproclamarono stato indipendente), venne ufficializzata nel 1516 per Margherita d'Asburgo, figlia dell'imperatore del Sacro Romano Impero Massimiliano I. All'epoca i Paesi Bassi erano parte del Sacro Romano Impero, dal momento che Massimiliano sposò l'unica erede del ducato di Borgogna, che poi passò a Carlo V. Quando Carlo V decise di abdicare, lasciò i Paesi Bassi al figlio Filippo II, allora re di Spagna.

## Elenco dei governatori

### Governatori dei Paesi Bassi asburgici
| Immagine | Nome                 | Inizio dell'incarico | Termine dell'incarico |
| -------- | -------------------- | -------------------- | --------------------- |
|          | Guglielmo di Croÿ    | 1506                 | 1507                  |
|          | Margherita d'Austria | 1507                 | 1530                  |
|          | Maria d'Asburgo      | 1531                 | 1555                  |

### Governatori dei Paesi Bassi spagnoli
| Immagine | Nome                                          | Inizio dell'incarico | Termine dell'incarico |
| -------- | --------------------------------------------- | -------------------- | --------------------- |
|          | Emanuele Filiberto di Savoia                  | 1555                 | 1559                  |
|          | Margherita d'Austria                          | 1559                 | 1567                  |
|          | Fernando Álvarez de Toledo, duca d'Alba       | 1567                 | 1573                  |
|          | Luis de Zúñiga y Requesens                    | 1573                 | 1576                  |
|          | Don Giovanni d'Austria                        | 1576                 | 1578                  |
|          | Alessandro Farnese                            | 1578                 | 1592                  |
|          | Pietro Ernesto I di Mansfeld-Vorderort        | 1592                 | 1594                  |
|          | Ernesto d'Austria                             | 1594                 | 1595                  |
|          | Pedro Enríquez de Acevedo                     | 1595                 | 1596                  |
|          | Alberto d'Austria                             | 1596                 | 1598                  |
|          | Alberto d'Austria                             | 1598                 | 1621                  |
|          | Isabella Clara Eugenia di Spagna              | 1598                 | 1621                  |
|          | Isabella Clara Eugenia di Spagna              | 1621                 | 1633                  |
|          | Francisco de Moncada                          | 1633                 | 1634                  |
|          | Ferdinando d'Asburgo-Spagna                   | 1634                 | 1641                  |
|          | Francisco de Melo                             | 1641                 | 1644                  |
|          | Manuel de Moura y Corte-Real                  | 1644                 | 1647                  |
|          | Leopoldo Guglielmo d'Austria                  | 1647                 | 1656                  |
|          | Don Giovanni d'Austria                        | 1656                 | 1659                  |
|          | Luis de Benavides Carrillo                    | 1659                 | 1664                  |
|          | Francisco de Moura y Corterreal               | 1664                 | 1668                  |
|          | Íñigo Fernández de Velasco, VII duca di Frías | 1668                 | 1670                  |
|          | Juan Domingo de Zuñiga y Fonseca              | 1670                 | 1675                  |
|          | Carlos de Aragón de Gurrea y Borja            | 1675                 | 1677                  |
|          | Alessandro Farnese                            | 1678                 | 1682                  |
|          | Ottone Enrico del Carretto                    | 1682                 | 1685                  |
|          | Francisco Antonio de Agurto y Salcedo         | 1685                 | 1692                  |
|          | Massimiliano II Emanuele di Baviera           | 1692                 | 1706                  |

### Governatori dei Paesi Bassi austriaci
Dal 1706 al 1714 i Paesi Bassi spagnoli furono occupati dalle truppe di Gran Bretagna e Paesi Bassi. Con la pace di Rastatt del 1714, che poneva fine alla guerra di successione spagnola, i Paesi Bassi spagnoli vennero assegnati all'Austria.
| Immagine | Nome                                 | Inizio dell'incarico | Termine dell'incarico |
| -------- | ------------------------------------ | -------------------- | --------------------- |
|          | Eugenio di Savoia                    | 1716                 | 1724                  |
|          | Wirich Philipp von Daun              | 1725                 | 1725                  |
|          | Maria Elisabetta d'Austria           | 1725                 | 1741                  |
|          | Friedrich August von Harrach-Rohrau  | 1741                 | 1744                  |
|          | Maria Anna d'Austria                 | 1744                 | 1744                  |
|          | Carlo Alessandro di Lorena           | 1744                 | 1780                  |
|          | Maria Cristina d'Austria             | 1781                 | 1793                  |
|          | Alberto Casimiro di Sassonia-Teschen | 1781                 | 1793                  |
|          | Carlo d'Austria-Teschen              | 1793                 | 1794                  |

Nel 1794, l'esercito rivoluzionario francese occupò i Paesi Bassi austriaci, controllandoli fino al 1815. Con il congresso di Vienna la regione venne assegnata alla casata di Orange-Nassau, che la unì con i suoi possedimenti andando a formare il Regno Unito dei Paesi Bassi. Nel 1830, le province meridionali proclamarono la loro indipendenza, dando vita all'attuale Belgio.